# EMD SD38M
A EMD SD38M (M de modificada) é uma locomotiva diesel-elétrica de seis eixos e 2000 hp de potência fabricada pela Electro-Motive Diesel (EMD), divisão de locomotivas da General Motors, construída entre junho de 1966 e outubro de 1971. Foi a primeira locomotiva da EMD a ser equipada com o motor da série EMD 645 ao invés do EMD 567. Este motor de 16 cilindros em V de 2 tempos como é tradição nas GMs contava com dois compressores mecânicos tipo Roots (um para cada banco de cilindros) para a geração de 2000 hp de tração.
Um total de 163 unidades, dos modelos SD38 (63), SD38M (45), SD38AC (15) e SDP38 (40) foram construídas para as linhas americanas e sua principal concorrente foram as GE U23C. Foram exportadas para o Canadá, Brasil, Coreia do Sul, Jamaica e Venezuela.
No Brasil a RFFSA adquiriu um total de 45 unidades novas. Sendo denominadas como SD38M, pois como características básicas possuem corpo de SD35 e mecânica de SD38, alteração esta adotada devido as características de gabarito da linhas da Central (linha do Centro e Ramal São Paulo).
Foram alocadas para tração de trem de minério de ferro e carvão, em Sepetiba, Volta Redonda e ramal de São Paulo, sendo sediadas em Barra do Piraí-RJ.
Para quitar uma divida da RFFSA com a Villares, contraída entre 1987 e 88, pela reforma de locomotivas, por volta de 1990 8 SD38M foram sucateadas em Araraquara-SP.
Das locomotivas adquiridas originalmente 34 estão em operação e 11 foram baixadas. Hoje são umas das mais populares máquinas da MRS Logística, identificadas pela numeração 51XX.
Ao longo do tempo essas locomotivas passaram por reformas nas oficinas das ferrovias (RFFSA e MRS) ou em empresas contratadas (Villares, Tecfer, Alstom/GE e Ecil), sendo que algumas características originais foram alteradas (grades do radiador, truques, escadas, etc).